# Supercoppa UEFA 2020
La Supercoppa UEFA 2020 è stata la 45ª edizione della Supercoppa UEFA e si è disputata il 24 settembre 2020 alla Puskás Aréna di Budapest, in Ungheria.
A contendersela sono stati i vincitori della UEFA Champions League 2019-2020, i tedeschi del Bayern Monaco, e quelli della UEFA Europa League 2019-2020, gli spagnoli del Siviglia. A vincere il trofeo è stato il Bayern Monaco ai tempi supplementari, al secondo successo nella manifestazione.

## Partecipanti
| Squadre       | Qualificazione                                   | Partecipazioni precedenti (il grassetto indica la vittoria) |
| ------------- | ------------------------------------------------ | ----------------------------------------------------------- |
| Bayern Monaco | Vincitrice della UEFA Champions League 2019-2020 | 4 (1975, 1976, 2001, 2013)                                  |
| Siviglia      | Vincitrice della UEFA Europa League 2019-2020    | 5 (2006, 2007, 2014, 2015, 2016)                            |

## Sede
Questa è stata la prima Supercoppa UEFA che ha ospitato lo stadio, che è stato scelto come sede anche per il campionato europeo di calcio 2020 e per la finale di UEFA Europa League 2022-2023.

### Selezione della sede
È stato indetto un bando libero dalla UEFA l'8 dicembre 2017 per selezionare la sede della Supercoppa UEFA del 2020. Le federazioni avevano tempo fino al 12 gennaio 2018 per esprimere il loro interesse, e i fascicoli delle offerte dovevano essere presentati entro il 29 marzo 2018. Non è stato concesso partecipare al bando per la Supercoppa UEFA 2020 alle federazioni che ospitano le partite di UEFA Euro 2020.
Il 15 gennaio 2018 la UEFA ha annunciato che nove federazioni avevano espresso il proprio interesse, presentando la candidatura ufficiale.
| Paese            | Stadio              | Città    | Capacità | Note                                                             |
| ---------------- | ------------------- | -------- | -------- | ---------------------------------------------------------------- |
| Albania          | Air Albania Stadium | Tirana   | 22 500   |                                                                  |
| Bielorussia      | Stadio Dinamo       | Minsk    | 22 000   |                                                                  |
| Finlandia        | Olympiastadion      | Helsinki | 36 000   |                                                                  |
| Francia          | Allianz Riviera     | Nizza    | 35 624   |                                                                  |
| Israele          | Stadio Sammy Ofer   | Haifa    | 30 870   |                                                                  |
| Kazakistan       | Stadio Centrale     | Almaty   | 23 804   |                                                                  |
| Moldavia         | Stadio Zimbru       | Chișinău | 10 400   | Candidatura successivamente ritirata                             |
| Irlanda del Nord | Windsor Park        | Belfast  | 18 434   |                                                                  |
| Portogallo       | Stadio do Dragão    | Porto    | 50 033   | Candidato anche per la finale della UEFA Europa League 2019-2020 |

Lo Stadio do Dragão di Porto è stato selezionato dal Comitato Esecutivo UEFA durante la riunione di Kiev del 24 maggio 2018.
Il 17 giugno 2020 il Comitato Esecutivo UEFA ha annunciato lo spostamento della sede della Supercoppa UEFA 2020 dallo Stadio do Dragão di Porto alla Puskás Aréna di Budapest e il rinvio dal 12 agosto al 24 settembre.

## Contesto
Alla Puskás Aréna di Budapest va in scena la finale tra Bayern Monaco, alla quinta presenza nella competizione dopo l'ultimo trionfo del 2013, e Siviglia, che è invece alla sesta apparizione dopo l'ultima sconfitta del 2016. L'allenatore dei tedeschi, Flick, schiera la squadra col 4-2-3-1: davanti al capitano Neuer, la linea difensiva a quattro è composta da Alaba e Pavard come terzini e da Süle e Hernández come difensori centrali. In mediana Kimmich è supportato da Goretzka, mentre il trio di trequartisti è formato da Gnabry, Müller e Sané, alle spalle dell'unico centravanti Lewandowski. Il tecnico degli spagnoli, Lopetegui, opta invece per il 4-3-3: davanti a Bounou, la retroguardia è costituita dal capitano Navas ed Escudero come terzini e da Koundé e Diego Carlos come difensori centrali. In mediana Fernando è affiancato da Jordán e Rakitić, mentre il tridente offensivo è composto da Ocampos, de Jong e Suso.

## La partita
Dopo tredici minuti dal fischio iniziale, l'arbitro Taylor concede un calcio di rigore in favore del Siviglia per via di una spinta di Alaba ai danni di Rakitić nell'area bavarese: Ocampos supera poi con freddezza Neuer dagli undici metri, firmando l'1-0. La risposta del Bayern Monaco è pressoché immediata: Lewandowski serve in area Müller con un preciso rasoterra, ma la conclusione ravvicinata del tedesco viene deviata in angolo da Koundé. Dopo che Bounou aveva neutralizzato un tiro di Lewandowski da buona posizione, i tedeschi trovano il pareggio al 34': Müller scodella in area proprio per Lewandowski che, di prima intenzione, appoggia per Goretzka, la cui precisa conclusione di destro si insacca in rete alle spalle dell'estremo difensore degli andalusi. La prima frazione di gioco termina dunque in parità sull'1-1.
Nel secondo tempo, gli spagnoli sfiorano subito il sorpasso: Escudero s'invola sulla fascia e crossa basso per de Jong, ma il suo tap-in viene respinto in angolo da un gran riflesso di Neuer. Pochi attimi dopo, i tedeschi trovano il vantaggio con Lewandowski, ma il gol viene annullato grazie all'ausilio del VAR, il quale rileva la posizione di fuorigioco dell'attaccante polacco sul cross di Sané. I bavaresi continuano a spingere e vanno vicini alla rete prima con Gnabry e poi con Sané, ma in entrambi i casi Bounou respinge i tentativi. A pochi minuti dalla fine, gli iberici sprecano una clamorosa occasione per vincere la partita: sugli sviluppi di un calcio d'angolo per i tedeschi, Alaba liscia un tiro al volo dalla distanza e permette ad Ocampos di condurre un contropiede che, tuttavia, viene cestinato dal subentrato En-Nesyri, il quale a tu per tu con Neuer tira incredibilmente a lato senza inquadrare lo specchio della porta, dilungando quindi il confronto ai supplementari.
Nella prima frazione addizionale, gli andalusi colpiscono il palo con En-Nesyri, abile nel saltare Alaba in velocità, ma la sua conclusione si stampa appunto sul legno a Neuer battuto. Pochi minuti dopo, al 104', sono invece i bavaresi a trovare il gol del 2-1: sugli sviluppi di un calcio d'angolo, Bounou para il tiro al volo di Alaba, ma nulla può sulla seguente ribattuta del subentrante Martínez, che con un preciso colpo di testa insacca in rete, regalando così ai tedeschi il loro secondo trofeo nella manifestazione.

## Tabellino

### Dettagli
La squadra "di casa" (ai fini amministrativi) è stata la vincitrice della UEFA Champions League.
| Arbitro: | Anthony Taylor |

|                            |           |                    |
| Goretzka 34’ Martínez 104’ | Marcatori | 13’ (rig.) Ocampos |

| Bayern Monaco | Siviglia |

| P                 | 1  | Manuel Neuer       |       |      |
| D                 | 5  | Benjamin Pavard    |       |      |
| D                 | 21 | Lucas Hernández    | 90+1’ | 99’  |
| D                 | 4  | Niklas Süle        |       |      |
| D                 | 27 | David Alaba        | 12’   | 112’ |
| C                 | 18 | Leon Goretzka      |       | 99’  |
| C                 | 6  | Joshua Kimmich     |       |      |
| C                 | 10 | Leroy Sané         |       | 70’  |
| C                 | 25 | Thomas Müller      |       |      |
| C                 | 7  | Serge Gnabry       |       |      |
| A                 | 9  | Robert Lewandowski |       |      |
| A disposizione:   |    |                    |       |      |
| P                 | 26 | Sven Ulreich       |       |      |
| P                 | 35 | Alexander Nübel    |       |      |
| D                 | 17 | Jérôme Boateng     |       | 112’ |
| D                 | 41 | Chris Richards     |       |      |
| C                 | 8  | Javi Martínez      |       | 99’  |
| C                 | 11 | Mickaël Cuisance   |       |      |
| C                 | 19 | Alphonso Davies    |       | 99’  |
| C                 | 24 | Corentin Tolisso   |       | 70’  |
| C                 | 30 | Adrian Fein        |       |      |
| C                 | 40 | Malik Tillman      |       |      |
| C                 | 42 | Jamal Musiala      |       |      |
| A                 | 14 | Joshua Zirkzee     |       |      |
| Allenatore:       |    |                    |       |      |
| Hans-Dieter Flick |    |                    |       |      |

| P               | 13 | Yassine Bounou    |       |     |
| D               | 16 | Jesús Navas       |       |     |
| D               | 20 | Diego Carlos      |       |     |
| D               | 12 | Jules Koundé      | 55’   |     |
| D               | 18 | Sergio Escudero   | 119’  |     |
| C               | 8  | Joan Jordán       | 45+1’ | 94’ |
| C               | 25 | Fernando          | 70’   |     |
| C               | 10 | Ivan Rakitić      |       | 56’ |
| A               | 7  | Suso              |       | 73’ |
| A               | 9  | Luuk de Jong      |       | 56’ |
| A               | 5  | Lucas Ocampos     |       |     |
| A disposizione: |    |                   |       |     |
| P               | 1  | Tomáš Vaclík      |       |     |
| P               | 31 | Javi Díaz         |       |     |
| D               | 3  | Sergi Gómez       |       |     |
| C               | 6  | Nemanja Gudelj    |       | 73’ |
| C               | 14 | Óscar             |       |     |
| C               | 19 | Marcos Acuña      |       |     |
| C               | 21 | Óliver Torres     |       | 56’ |
| C               | 22 | Franco Vázquez    |       | 94’ |
| A               | 11 | Munir             |       |     |
| A               | 15 | Youssef En-Nesyri |       | 56’ |
| A               | 24 | Carlos Fernández  |       |     |
| A               | 29 | Bryan Gil         |       |     |
| Allenatore:     |    |                   |       |     |
| Julen Lopetegui |    |                   |       |     |

|  | Regole - 90 minuti. - 30 minuti di tempi supplementari se necessario. - Tiri di rigore se il punteggio persiste in pareggio. - Dodici sostituti indicati. - Massimo di tre sostituzioni, con una quarta consentita nei tempi supplementari. |